# Старобиљск
Старобиљск (укр. Старобільськ) град је Украјини у Луганској области. Према процени из 2012. у граду је живело 18.614 становника.

## Становништво
Према процени, у граду је 2012. живело 18.614 становника.
| 1979.  | 1989.  | 2001.  | 2012.  |
| ------ | ------ | ------ | ------ |
| 23.851 | 25.053 | 22.371 | 18.614 |

## Партнерски градови
- Лублин